# Cayo Silvio Auspex
Cayo Silvio Auspex (en latín: Gaius Silvius Auspex; fl. siglo II) fue un miembro de la caballería romana (équites) que vivió en el siglo II.
Por una inscripción, encontrada cerca del Castillo de Blatobulgium y fechado en 158/161, está documentado que Auspex, prefecto de la Cohors II Tungrorum milliaria equitata c l, estaba en la provincia de Britania.
Se encontraron dos inscripciones votivas más en Blatobulgium que enumeran a Auspex como el prefecto de la unidad. Las inscripciones fueron erigidas por miembros de dos tribus diferentes que servían en la cohorte. Una inscripción fue construida por los Raeti (cives Raeti), mientras que la segunda inscripción dedicada por los Condrusi (pagus Condrustis) a la deidad Viradecdis.